# Beilschmiedia ambigua
Beilschmiedia ambigua är en lagerväxtart som beskrevs av Robyns & Wilczek. Beilschmiedia ambigua ingår i släktet Beilschmiedia och familjen lagerväxter. Inga underarter finns listade i Catalogue of Life.